# August Godfried Maris

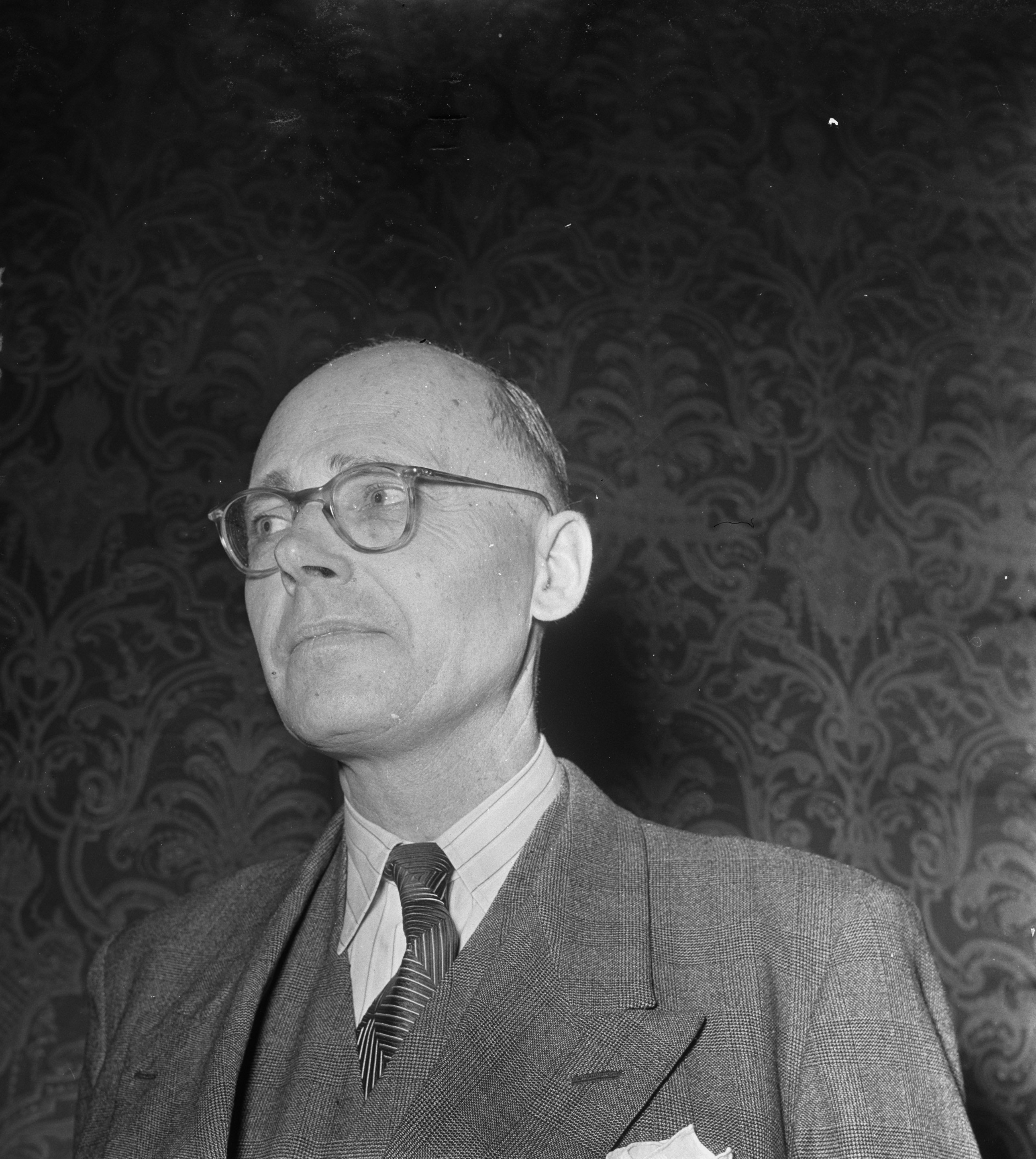
Ir A.G. Maris bij de installatie van de Deltacommissie, 1953

August Godfried 'Guus' Maris (Den Haag, 22 oktober 1896 - aldaar, 14 februari 1985) was directeur-generaal van Rijkswaterstaat van 1951 tot 1961. In zijn functie speelde hij een belangrijke rol bij het herstel van de dijken in zuidwest Nederland na de watersnoodramp van 1953 en de ontwikkeling van het Deltaplan. Na zijn pensionering werd hij de eerste voorzitter van de Academische Raad.

## Biografie
Maris studeerde civiele techniek aan de Technische Hogeschool in Delft en trad na zijn afstuderen in 1921 in dienst als ingenieur bij Rijkswaterstaat. Hij begon bij het rivierarrondissement in Zutphen waar hij betrokken was bij de verbetering van de Grote Rivieren in Nederland. Zo werkte hij bijvoorbeeld in 1929 in een commissie (met C.W. Lely en J.F. Schönfeld) samen met Duitsland aan methoden van ijsopruiming op de grote rivieren. De verbetering van kanalen en sluizen in verband met het toegenomen vrachtverkeer was ook onderwerp van zijn werk. Per 1 juni 1925 werd hij overgeplaatst naar het bouwbureau voor de schutsluizen in IJmuiden en was betrokken bij de bouw van en nieuw Noorderhavenhoofd in IJmuiden..
In 1946 werd hij hoofdingenieur-directeur van Rijkswaterstaat in de provincie Gelderland. In 1951 werd hij directeur-generaal.In deze functie speelde hij een belangrijke rol bij het herstel van de dijken in zuidwest Nederland na de watersnoodramp van 1953 en de ontwikkeling van het Deltaplan. Hij werd benoemd tot voorzitter van de nieuw opgerichte Deltacommissie, die advies moest uitbrengen over maatregelen om een nieuwe ramp te voorkomen. Als directeur-generaal  heeft hij ook de aanzet gegeven tot de aanzet van de Deltadienst. Kort voor zijn pensionering heeft hij nog de sluiting van het Veerse Gat meegemaakt en de weg over die dam geopend.
Tijdens zijn periode als directeur-generaal werkte Rijkswaterstaat ook aan andere grote projecten als de verdere drooglegging van het IJsselmeer en de Rijnkanalisatie. Onder zijn DG-schap is een aanvang gemaakt met de bouw van de stuwcomplexen in de Rijn.  Daarnaast stimuleerde hij de verdere ontwikkeling van het wegennet. Zo heeft Maris de aanzet gegeven tot de aanleg van de noordelijke rondweg rond Rotterdam.
Bij zijn pensionering in 1961 werd Maris benoemd tot Commandeur in de Orde van Oranje Nassau. Hij was van 1961 tot 1967 de eerste voorzitter van de Academische Raad.
- Virtual International Authority File: 26226072